# Wilhelmine Charlotte Nüßler
Wilhelmine Charlotte Nüßler, seit 1719 Wilhelmine Charlotte Gräfin von Ballenstedt, (* 10. Mai 1683 in Harzgerode; † 30. Mai 1740 in Gernrode) war die zweite Gemahlin des Fürsten Karl Friedrich von Anhalt-Bernburg.

## Leben
Wilhelmine Charlotte, ein Patenkind Fürst Wilhelms von Anhalt-Harzgerode und seiner Schwester Herzogin Elisabeth Charlotte von Holstein-Norburg, auch bekannt als die schöne Nüßlerin, war die Tochter des Kanzleirates Gottlieb Christian Nüßler in Harzgerode. Geboren war sie im später sogenannten Wolfshof. Schon früh verwaist, musste sie ihren Lebensunterhalt selbst verdienen und begann als 15-Jährige den Dienst als Kammerjungfer im Haus des Harzgeröder Hofmarschalls und Jägermeisters von Butlar. Um 1710 wurde der um 15 Jahre ältere verwitwete anhalt-bernburgische Erbprinz Karl Friedrich auf Wilhelmine Charlotte Nüßler aufmerksam.
Am 13. März 1712 wurde den beiden in Harzgerode abgeschirmt von der Öffentlichkeit im Haus des Apothekers der Sohn Friedrich von Bährnfeld, der spätere Reichsgraf von Bährnfeld geboren. Die Eheschließung des Paares vollzog im Bernburger Schloss heimlich ohne Wissen der fürstlichen Familie am 1. Mai 1715 Diakon Emanuel Philipp Paris. Die Fakultäten der Universitäten in Halle und Helmstedt stellten günstige Gutachten für die unebenbürtige Eheschließung aus; dem erstgeborenen Sohn der Wilhelmine Charlotte wurde dabei auch die Landessukzession im Falle des Fehlens von Prinzen in Aussicht gestellt. Am 1. Juli 1717 wurde dem Paar auf Schloss Plötzkau ein zweiter Sohn, Karl Leopold (ebenfalls ein späterer Reichsgraf von Bährnfeld), geboren.
Gegen den heftigen Widerstand seines Vaters und seines Bruders Lebrecht versuchte Karl Friedrich die morganatische Ehe standesgemäß zu legitimieren und wandte sich in dieser Angelegenheit an Fürst Leopold I. von Anhalt-Dessau, der beim Kaiser vermittelte. Karl VI. erhob Wilhelmine Charlotte schließlich am 19. Dezember 1719 auf Vorstellung und wegen der Verdienste Fürst Leopold's von Dessau um das Reich zur Gräfin von Ballenstedt unter Hinweglassung ihres bisherigen Familiennamens. Der Titel wurde ihr und den mit Karl Friedrich Fürst von Anhalt erzeugten Kinder verliehen. Für den Vermittlungsaufwand überließ Karl Friedrich das Amt Gröbzig Fürst Leopold käuflich. Mit dem Regierungsantritt Karl Friedrichs 1718 war sie quasi Fürstin von Anhalt-Bernburg. 1721 bezog sie nach dem Tod des Fürsten als Witwensitz das Schloss Gernrode.
Nach dem Tod ihres Mannes wurde Wilhelmine Charlotte der Gebrauch des fürstlichen Titels durch den Reichshofrat untersagt. Karl Friedrich hatte noch zu seinen Lebzeiten bei seinem Sohn erster Ehe Viktor Friedrich erwirkt, Wilhelmine Charlotte jährlich 5000 Taler als Leibzucht und Wittum auszuzahlen und auch deren beiden Söhne mit einer gleich hohen Apanage auszustatten.

## Nachkommen
Aus ihrer Ehe hatte Wilhelmine Charlotte zwei Söhne:
- Friedrich von Bährnfeld (1712–1758)
- Karl Leopold von Bährnfeld (1717–1769)